# 希尔斯伯勒 (俄勒冈州)
山里屯是俄勒冈州第五大城市，華盛頓縣县治所在地。该城坐落于波特兰都会区以西的图阿拉丁山谷之中，是不少高技术企业（比如英特尔和Qorvo）的所在地。2021年普查时该市人口为106,633人。